# Rádlování

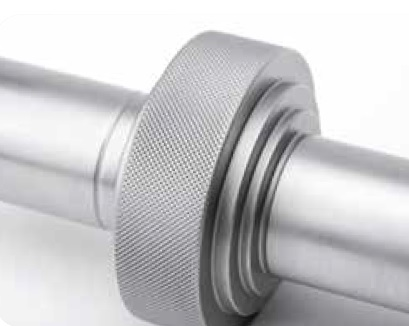
Povrch součásti rádlovaný křížovým vzorkem

Rádlování (také vroubkování nebo rýhování) je ve strojírenské výrobě dokončovací proces, prováděný obvykle na soustruhu, který vytvoří rovný, šikmý nebo křížící se vzor rýh na povrchu obrobku.
Rádlování se používá na úchopových plochách výrobku, rádlovaný povrch umožňuje lepší uchopení, než hladký kovový povrch. Často se rádlují rukojeti nástrojů, činky, ovládací knoflíky elektronických přístrojů, šipky a podobně. Rádlují se také šrouby a matice určené k ručnímu dotahování prsty. Rádlování se používá také tam, kde je potřeba spojit dvě součásti zalisováním, například kovový kolík do plastového pouzdra. Vnější povrch kolíku je rádlován, takže se „zakousne“ do plastu bez ohledu na to, zda průměr otvoru přesně odpovídá průměru kolíku.
Evropská norma pro rádlování je DIN82. V Česku se používají ještě normy ČSN 01 4930 pro rýhování (rovnoběžné vzorky), ČSN 01 4931 pro vroubkování pravoúhlé (pravoúhlé křížové vzorky) a ČSN 01 4932 pro vroubkování kosoúhlé (kosoúhlé křížové vzorky).

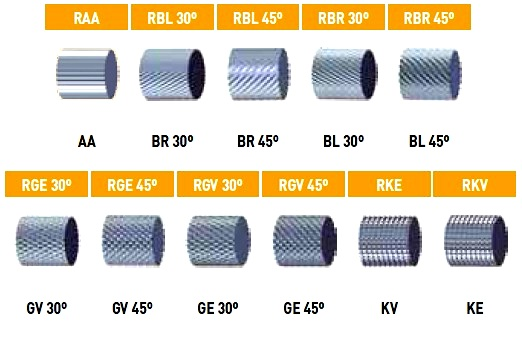
Různé typy vzorků vytvořených rádlováním

## Způsoby rádlování

### Tvářecí rádlování

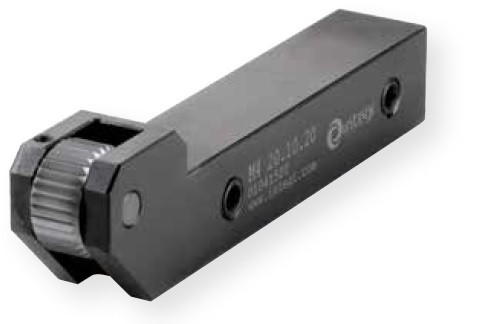
Rádlovací nástroj pro tvářecí rádlování s jedním kolečkem

Při tvářecím rádlování jsou vruby vytvářeny deformací materiálu, tím, jak zuby rádlovacího kolečka tlačí do materiálu obrobku, který se pod nimi otáčí. Nedochází k úběru materiálu, takže nevznikají žádné třísky. Kvůli deformaci materiálu se průměr kusu obrobku zvětšuje, což je často žádoucí. Hodnota tohoto zvýšení je variabilní, závisí na materiálu obrobku a na tvaru a rozteči vytvářených zubů.
Některé vzorky lze vyrobit pouze tvářecím rádlováním – například vzorky s radiálními rýhami RKE a RKV, nebo vzorek čtyřúhelníkových důlků RGV (viz obr. vpravo). Také rádlování do rohu lze provést pouze tvářecím rádlováním. Stejně tak rádlování ve dně zápichu, na kuželové ploše nebo čelní rádlování.

### Řezné rádlování

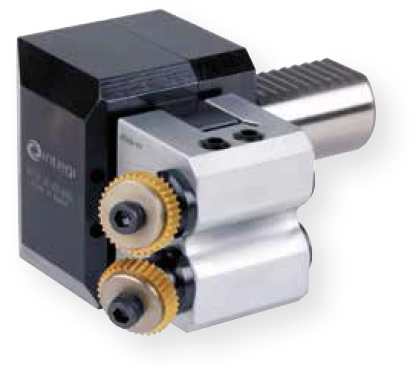
Rádlovací nástroj pro řezné rádlování se dvěma kolečky

Při řezném rádlování se rýhy vytvářejí odebíráním materiálu, takže nedochází ke zvětšení průměru kusu a teoreticky ani k deformaci materiálu. Kolmo na obrobek působí menší síly, lze tedy dělat rýhování a vroubkování na trubkách, a v mnoha případech lze dosáhnout vyšší kvality a přesnosti rádlování. Řezné rádlování je nutno použít na netvárné materiály, jako je šedá litina nebo plasty.
Řezným rádlováním lze vyrobit pouze vzorky RAA, RBL, RBR a RGE. Řezací rádlovací kolečka jsou natočena o úhel 30 ° vzhledem k ose otáčení kusu, proto je nelze použít pro rádlování do rohu.
V mnoha případech lze daný typ rádlování vytvořit více různými způsoby – tvářecím i řezacím nástrojem s jedním i více kolečky.

### Rádlování přísuvem (radiálním posuvem)

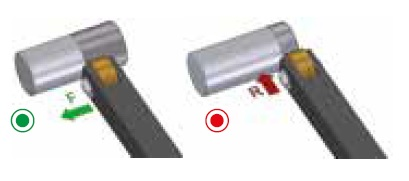
Rádlování axiálním posuvem a radiálním přísuvem

Lze použít pouze při tvářecím rádlování. Kolečko (nebo kolečka) se zatlačí do obrobku a vznikne proužek vzorku o šířce rádlovacího kolečka.

### Rádlování axiálním posuvem
Při tomto způsobu se vzorek vytváří axiálním posuvem nástroje a je možné vyrobit vzorek delší, než je šířka kolečka. Řezné rádlování se provádí výhradně tímto způsobem. U tvářecího rádlování lze použít oba způsoby a často se nejprve do obrobku zajede radiálním přísuvem a poté se vzorek roztáhne axiálním posuvem. Tvářecí kolečka musí mít sražení, aby je bylo možno použít pro axiální posuv.

## Rádlovací nástroje

### S jedním kolečkem
Řezné jednokolečkové nástroje umožňují vytvářet přímé a šikmé rýhování, tvářecí nástroje umožňují pomocí kolečka s křížovým vzorkem vytvořit i křížové vzorky. Křížový vzorek s důlky na obrobku RGV a RKV lze vyrobit pouze tvářecím nástrojem, osazeným jedním kolečkem s křížovým vzorkem se špičkami.

### Se dvěma kolečky
Těmito nástroji lze vytvářet přímé i šikmé rýhování, pak jsou osazeny dvěma stejnými kolečky, nebo křížové vzorky RGE při osazení levým a pravým kolečkem.

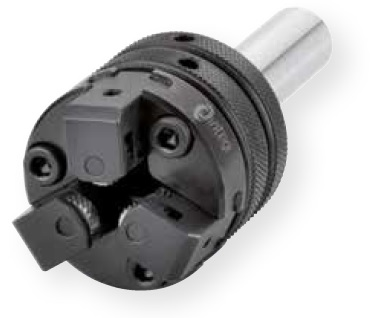
Rádlovací nástroj se třemi kolečky

### Se třemi kolečky
Jsou osazeny bud třemi stejnými kolečky pro přímé a šikmé rýhování, nebo různými kolečky pro křížové vzorky RGE.